# Nina Ziuskova
Nina Ziuskova (ryska: Нина Анатольевна Зюськова, ukrainska: Ніна Анатоліївна Зюськова), född den 3 maj 1952 i Donetsk oblast, Ukrainska SSR, Sovjetunionen, är en sovjetisk friidrottare inom kortdistanslöpning.
Hon tog OS-guld på 4 x 400 meter stafett vid friidrottstävlingarna 1980 i Moskva. 